# Bulldozer (band)
 For alternative betydninger, se Bulldozer (flertydig). (Se også artikler, som begynder med Bulldozer)
Bulldozer er et speed/black metal band fra Milano, Italien, som var aktive fra 1980 til 1990. Bandet er blevet gendannet i år 2008.

## Diskografi

### Album
- The Day of Wrath (1985 Roadrunner Records)
- The Final Separation (1986 Roadrunner Records)
- IX (1987 Discomagic Records)
- Neurodeliri (1988 Metal Master Records)
- Alive...in Poland (1990 Metal Master Records)
- Unexpected Fate (2009 – Scarlet Records)

### EP'er
- Dance Got Sick! (1992 Build Records)

### Sammensatte album/genudsendelser
- 1983-1990: The Years of Wrath (1999 Sound Cave Records)
- Regenerated in the Grave (2006 Metal Mind Productions)